# Columna Vendôme

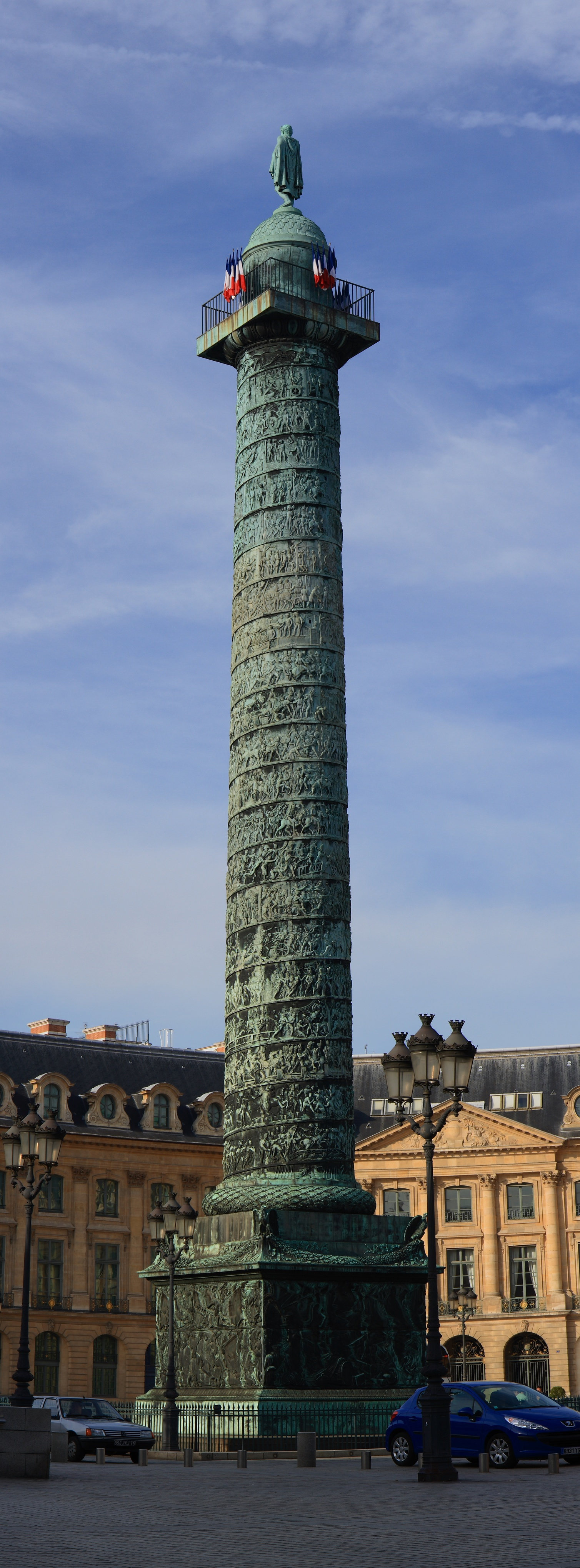
Columna Vendôme.

La columna Vendôme es un monumento parisino situado en la plaza Vendôme, en el distrito primero de la ciudad. A lo largo de los años ha sido nombrada también Columna de Austerlitz. Fue erigida por orden de Napoleón Bonaparte, para celebrar su victoria en la batalla de Austerlitz. Se puede llegar a ella desde las estaciones de metro de Madeleine, Tuileries y Opéra.

## Descripción
Fue realizada en 1810 para substituir a una figura ecuestre del rey Luis XIV, destruida en 1792. Tiene una altura de 44 metros y 3,60 de diámetro medio. Está coronada por una estatua de Napoleón I vestido de general romano, esculpida por Auguste Dumont, y mandada erigir por el sobrino de Napoleón, Napoleón III. Está forrada de una chapa colada con el bronce de los cañones arrebatados por los franceses al enemigo en la batalla de Austerlitz, decorada con bajorrelieves que representan escenas de guerra. Diversos artistas participaron en su diseño y decoración. Entre los más destacados figuran: Jean Joseph Foucou, autor de seis bajorrelieves, Louis-Simon Boizot, Bosio, Lorenzo Bartolini, Claude Ramey, Charles-Louis Corbet y Henri-Joseph Ruxthiel. 
Una escalera interior permite acceder a la parte superior, donde existe un pequeño mirador. En su base hay una placa en la que se puede leer en latín:

NEAPOLIO IMP AVG
MONVMENTVM BELLI GERMANICI
ANNO MDCCCV
TRIMESTRI SPATIO DVCTV SVO PROFLIGATI
EX AERE CAPTO
GLORIAE EXERCITVS MAXIMI DICAVIT

El texto quiere decir: «Napoleón Emperador Augusto dedicó a la gloria del Gran Ejército esta columna formada con el bronce tomado al enemigo durante la guerra de Alemania, ganada bajo sus órdenes en 1805 en el espacio de tres meses».
La columna reemplazó una efigie de la República, que a su vez había remplazado una estatua ecuestre de Luis XIV.
Su diseño se inspira en la columna de Trajano, con la salvedad de que este monumento, situado en Roma, está enteramente realizado en mármol. En París existen otros monumentos similares como la columna de Julio, en la plaza de la Bastilla.

## Historia
En los sucesos de la Comuna de París en 1871 tras la guerra franco-prusiana, la columna fue derribada, debido a que se la consideró un monumento a la barbarie, al militarismo, así como una negación del derecho internacional. El pintor Gustave Courbet, que había sido nombrado presidente de la Comisión de Bellas Artes, fue responsabilizado de los hechos. Se le condenó a seis meses de cárcel, además de a pagar los gastos de su reparación. Esta condena le sumió en la ruina y provocó su huida a Suiza ante el temor a volver a ser encarcelado. Poco después de la comuna, la columna fue restaurada y así se conserva hasta hoy.

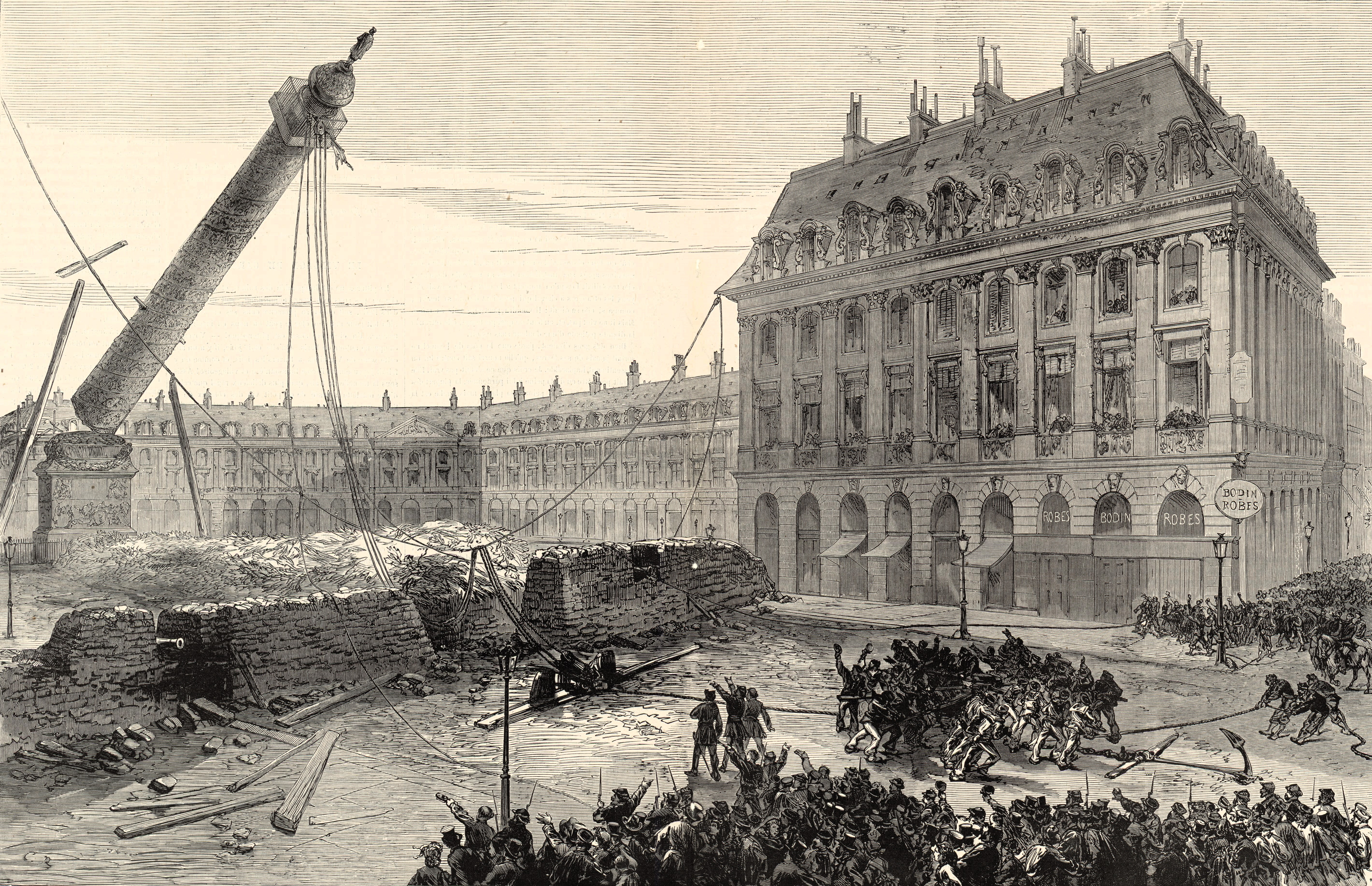
Destrucción de la columna Vendôme en tiempos de la Comuna de París.
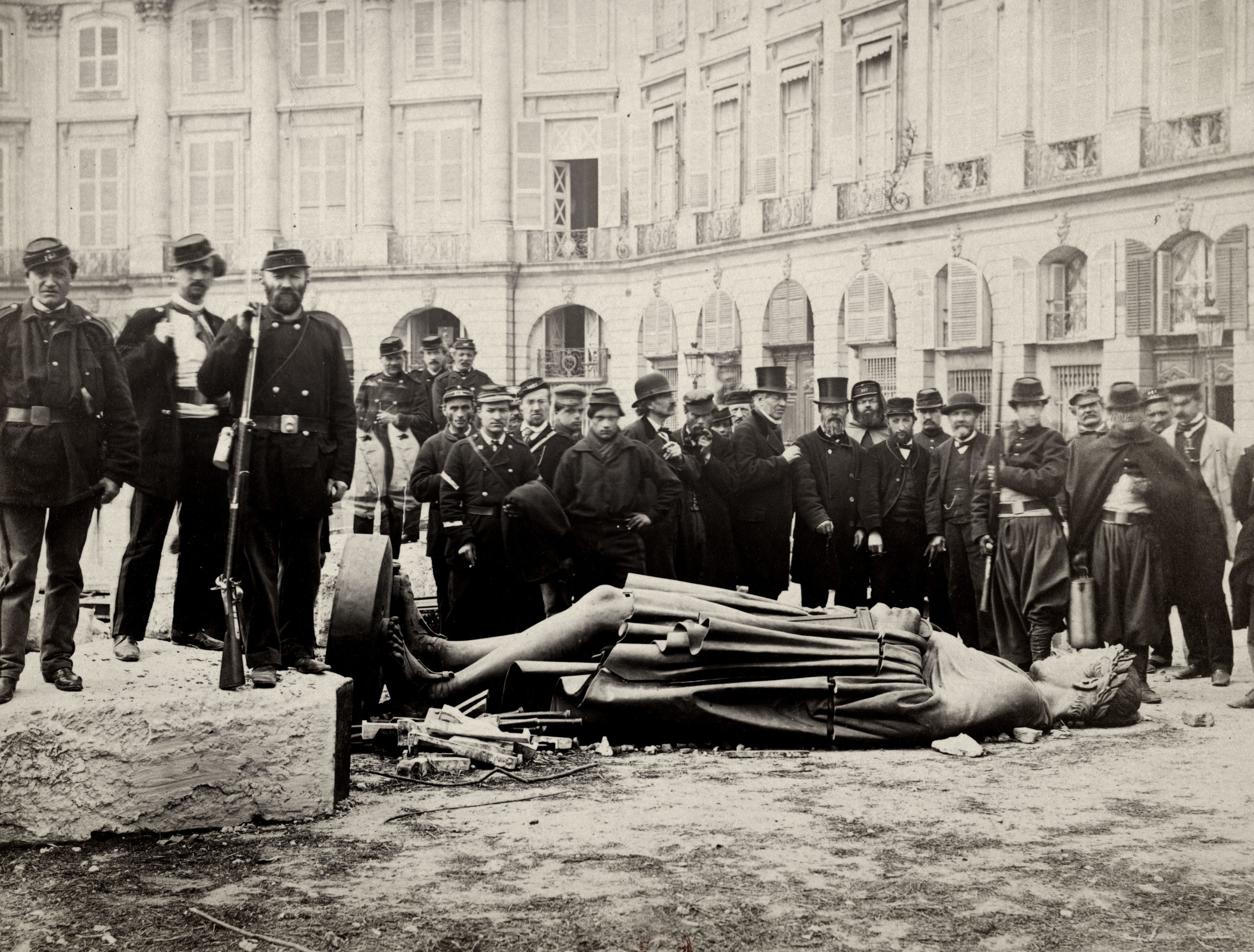
Comuneros alrededor de la estatua del emperador Napoleón I en el suelo.